# Bon Cop, Bad Cop
Bon Cop, Bad Cop é um filme canadense de 2006  de comédia-suspense sobre dois policiais - um da província de Ontário e um do Quebec - que relutantemente juntam forças para resolver um assassinato. O diálogo é uma mistura de inglês e francês. O título é um trocadilho bilíngue com a frase "Good cop/bad cop" (policial bom/policial ruim).
Uma sequência, Bon Cop, Bad Cop 2, foi filmada em 2016 e lançada em maio de 2017.

## Enredo
Quando um corpo é encontrado pendurado em cima da placa que marca a divisa Ontário-Quebec, os policiais de ambas as províncias canadenses devem unir forças para solucionar o assassinato. David Bouchard (Patrick Huard) é um detetive  francófono impulsivo da Sûreté du Québec, enquanto Martin Ward (Colm Feore) é um detetive anglófono metódico da Polícia Provincial de Ontário. Ambos devem resolver suas diferenças profissionais e  culturais, bem como sua a intolerância e preconceitos.

## Elenco
- Patrick Huard – David Bouchard
- Colm Feore – Martin Ward
- Lucie Laurier – Suzie
- Sylvain Marcel – Luc Therrien
- Pierre Lebeau – Capitão Leboeuf
- Ron Lea – Capt. Brian MacDuff
- Sarain Boylan – Íris
- Sarah Jeanne-Labrosse – Gabrielle
- Louis José Houde – Jeff
- Patrice Bélanger –  Assassino da Tatuagem
Rick Mercer – Tom Berry
- Erik Knudsen – Jonathan
- Rick Howland – Buttman
- André Robitaille – Benoit Brisset
- Hugolin Chevrette – Stef
- Gilles Renaud – Grossbut

## Bilinguismo
Bon Cop, Bad Cop alegou ser o primeiro filme bilíngue do Canadá, apesar de essa realização na verdade pertencer a Amanita Pestilens (1963). Pelo filme girar em torno do conceito de encontro de culturas e línguas, a maioria das cenas incluem diálogos numa mistura de francês e inglês , com personagens trocando de idioma rapidamente. Todo o filme foi filmado usando um script francês e um em inglês, e o idioma utilizado em cada momento foi finalizado somente mais tarde, durante a edição. O filme foi então lançado em duas versões oficiais, uma para falantes de inglês e um para falantes franceses, que diferem apenas em suas legendas e em algumas poucas falas. O DVD também inclui uma opção para espectadores bilíngues desligarem todas as legendas.

## Exibição e bilheteria

### Canada
O filme estreou no Quebec em 4 de agosto de 2006 (e em todo o Canadá no dia 18 de agosto) e, em 17 de dezembro de 2006, tinha arrecadado US$ 12.665.721  (12.578.327 dólares canadenses), tornando-o um dos filmes canadenses de maior bilheteria de todos os tempos no mercado interno. Embora o filme tenha arrecadado apenas US $1,3 milhões fora de Quebec, o seu sucesso é significativo, dadas as dificuldades que filmes canadenses normalmente enfrentam nas bilheterias no Canadá anglófono.
Em outubro de 2006,  os produtores de Bon Cop, Bad Cop alegaram que o filme se tornou a maior bilheteria canadense de cinema no país, ultrapassando a marca de US$11,2 milhões da comédia adolescente Porky's, em 1981. No entanto, os números foram mais tarde contestados por não terem levado em conta a inflação.
O filme foi lançado em DVD no Canadá em 19 de dezembro de 2006.

### Internacional
O filme não foi lançado em salas de cinema fora do Canadá, apesar de ter sido exibido em festivais de cinema e outras ocasiões nos Estados Unidos e  França.

## Prêmios e reconhecimento
O filme ganhou em duas de dez categorias do 27º Genie Awards para as quais foi indicado , em 2007:
- Melhor filme
- Som em geral

Suas outras indicações foram:
- Melhor ator: Colm Feore
- Melhor ator: Patrick Huard
- Direção: Eric Canuel
- Direção De Arte/Design De Produção: Jean Bécotte
- Cinematografia: Bruce Chun
- Edição: Jean-François Bergeron
- Edição de som
- Canção Original: "Tattoo", de Éric Lapointe

O filme também foi indicado para quatro Canadian Comedy Awards , em 2007, vencendo três:
- Melhor Direção
- Melhor Roteiro
- Melhor Ator (Colm Feore)

Sua outra indicação foi
- Melhor Ator (Patrick Huard)

O filme também ganhou o 'billet d'or"  do prêmio Jutra 2007, do Quebec. Este prêmio é dado para o filme com a maior bilheteria.